# Bremenski gradski svirači
Bremenski gradski svirači (u originalu na njemačkom: Die Bremer Stadtmusikanten) su jedna od bajki braće Grimm. 
Priča, ukratko, glasi ovako: Isluženi magarac, osjećajući da mu se bliži kraj, jer je gazda nezadovoljan njegovim radom, odlučuje poći u Bremen i tamo postane gradski svirač. Uz put mu se pridužuju pas, mačka i pijetao, koji žive u sličnim okolnostima u svojim domaćinstvima. Svi oni imaju namjeru postati svirači u Bremenu...